# تاريخ المدفع

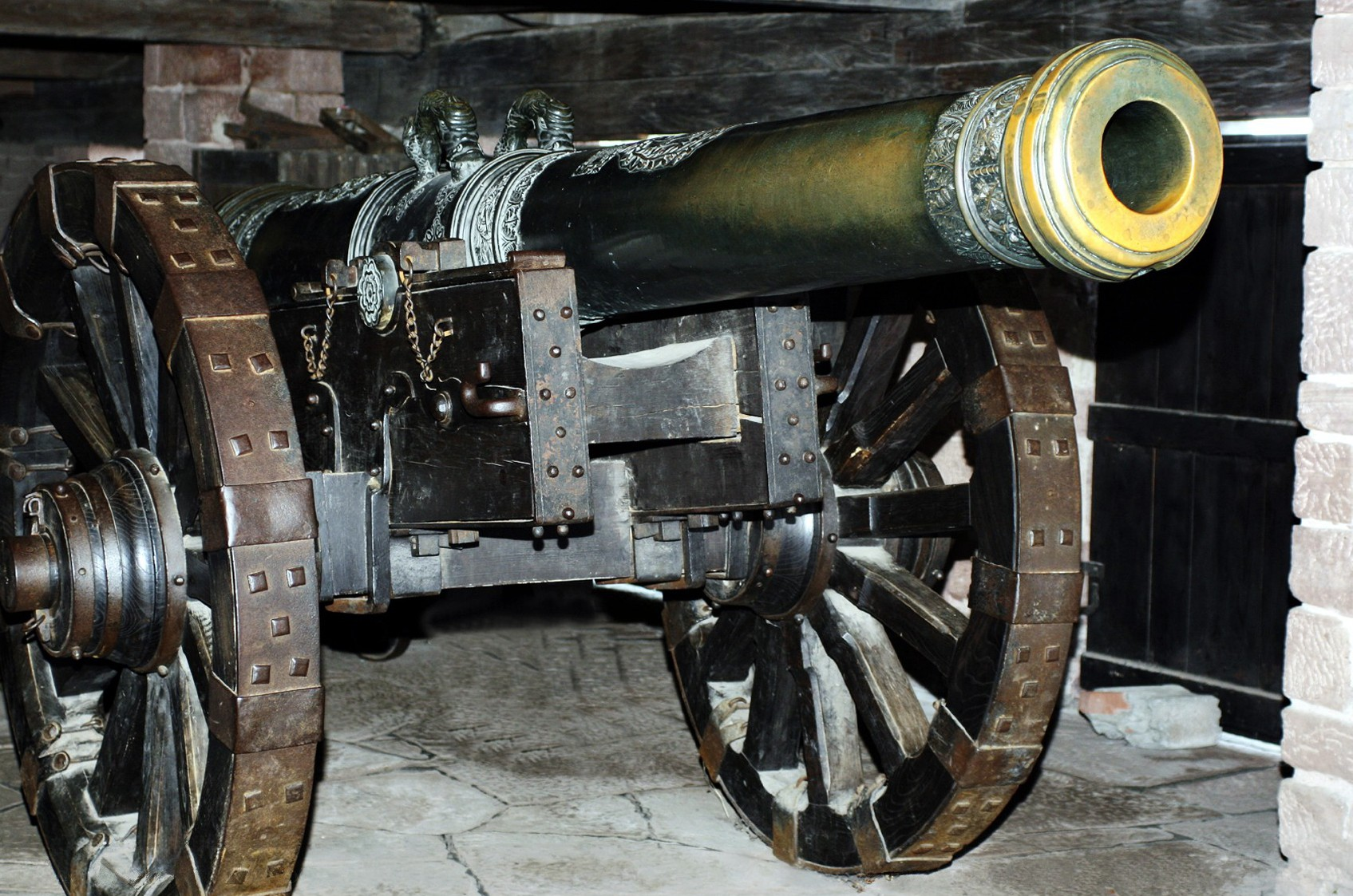
صورة المدفع

يمتد تاريخ المدفع لمئات السنين من القرن الثاني عشر إلى العصر الحديث. ظهر المدفع لأول مرة في الصين في وقت ما خلال القرنين الثاني عشر والثالث عشر. لقد طُور المدفع على الأرجح بالتوازي مع أو كترقية لسلاح بارود سابق يُسمى الرمح الناري. كانت النتيجة سلاح قذائف على شكل اسطوانة يطلق مقذوفات بفعل الضغط المتفجر للبارود. استُخدم المدفع في الحرب بحلول أواخر القرن الثالث عشر في عهد أسرة يوان وانتشر في جميع أنحاء أوراسيا في القرن الرابع عشر. خلال العصور الوسطى، طُورت مدافع كبيرة وصغيرة للاستخدام في الحصار والمعارك الميدانية. حل المدفع محل أسلحة الحصار السابقة مثل المنجنيق. بعد العصور الوسطى، جرى التخلي عن معظم المدافع الكبيرة لصالح المدفعية الميدانية الأخف وزنًا والأكثر عددًا وقدرةً على المناورة. صُممت تحصينات دفاعية جديدة مثل الزاوية المحصنة والحصون النجمية خصيصًا لتحمل حصار المدفعية بشكل أفضل. أحدث المدفع ثورةً في الحرب البحرية بقوته النارية المميتة، ما سمح للسفن بتدمير بعضها البعض من مسافة بعيدة. مع انتشار التحزيز الحلزوني لماسورة المدفع، تحسنت دقة المدفع بشكل كبير، وأصبح أكثر فتكًا من أي وقت مضى، خاصةً للمشاة. في الحرب العالمية الأولى، كانت غالبية الوفيات العظمى ناجمةً عن المدافع. استُخدمت المدافع أيضًا على نطاق واسع في الحرب العالمية الثانية. تشابه معظم المدافع الحديثة تلك المستخدمة في الحرب العالمية الثانية، بما في ذلك المدفع الآلي - باستثناء المدافع البحرية التي أصبح عيارها أصغر كثيرًا.

## تطوير المدافع في الصين

### الرمح الناري
ربما ظهر المدفع في الصين في القرن الثاني عشر، ولكنه لم يشهد استخدامًا أوسع في المنطقة حتى القرن الثالث عشر. من المحتمل أن يكون المدفع قد تطور بالتوازي مع أو عن الرمح الناري، الذي هو سلاح يستخدم البارود من القرن الثاني عشر ويجمع بين أنبوب من البارود ورمح. لا يُعتبر رمح النار هذا سلاحًا ناريًا حقيقيًا لأنه لم يتضمن مقذوفات، في حين يستخدم السلاح الناري بحكم تعريفه «قوة البارود المتفجرة لدفع قذيفة من أنبوب: المدفع والبنادق والمسدسات هي أمثلة نموذجية على الأسلحة النارية». مع ذلك، استُخدمت مقذوفات غير حابسة، أي تسد ماسورة السلاح جزئيًا فقط، مثل قصاصات الحديد أو شظايا خزفية في مرحلة ما، وفي النهاية، استُبدلت المواسير المصنوعة من الورق ومواد الخيزران بالمواسير المصنوعة من المعدن. في عام 1259 ظهر نوع من «الرماح الباعثة لنار» ووفقًا لكتاب تاريخ سونغ: فهو «مصنوع من أنبوب كبير من الخيزران، وداخله حشوة من الحبيبات. عند انبعاث النيران، فإنها تدفع حشوة الحبيبات، وتصدر صوتًا يشبه القنبلة يمكن سماعه من على بعد 500 خطوة أو أكثر». ربما تكون حشوة الحبيبات المذكورة أول رصاصة حقيقية في التاريخ المسجل اعتمادًا على طريقة تعريف الرصاصة، إذ كانت تسد ماسورة السلاح، على عكس المقذوفات غير الحابسة السابقة المستخدمة في رمح النار.

### الأسلحة النارية الثائرة
تحولت رماح النار من «أسلحة نارية ذات ماسورة مصنوعة من الخيزران (أو الخشب أو الورق) إلى سلاح ناري ذي ماسورة معدنية» لتتحمل الضغط المتفجر للبارود بشكل أفضل. من هنا تشعبت إلى العديد من أسلحة البارود المختلفة المعروفة باسم الأسلحة «الثائرة» في أواخر القرن الثاني عشر وأوائل القرن الثالث عشر، والتي تمتعت بوظائف مختلفة مثل «أنبوب ملء السماء الثائر» الذي أطلق غازات سامة وشظايا خزفية، و«أنبوب الضباب السحري الرملي المتطاير العابر للفوهات» الذي أطلق رملًا ومواد كيميائية سامة عبر فوهاته، و«القرع الناري الداعم للتشكيلات السلامية» الأكثر تقليدية الذي أطلق كريات من الرصاص. كانت هذه الأسلحة الثائرة شبيهة بالمدافع ولكنها أطلقت شظايا وقذائف فقط.

### المدفع
أقدم تصوير معروف لمدفع هو تمثال من قطع صخرة دازو في سيتشوان، يرجع تاريخه إلى عام 1128، ويصور شخصية تحمل قنبلة على شكل مزهرية، تطلق لهبًا، وقذيفة مدفع. أقدم سلاح ناري يحمل تاريخ إنتاجه هو سلاح زانادو، الذي يرجع تاريخه إلى عام 1298. تم تأريخ أسلحة أخرى إلى فترات سابقة، مثل مدفع وووي البرونزي، إلى عام 1227، ومدفع هيلونغجيانغ اليدوي، إلى عام 1288. مع ذلك، فهي لا تحتوي على أي نقوش تشير إلى تاريخ إنتاجها. اكتُشف مدفع وووي البرونزي في عام 1980 وربما يكون أقدم وأكبر مدفع من القرن الثالث عشر: يبلغ طوله 100 سنتيمتر وكتلته 108 كيلوغرام، وقد اكتُشف في قبو في ووي في مقاطعة قانسو ولا يحتوي على أي نقش، ولكن تم تأريخه إلى أواخر فترة شيا الغربية بين عامي 1214 و1227. عند اكتشافه، احتوى السلاح بداخلة على 0.1 كيلوجرام من البارود على كرة حديدية يبلغ قطرها نحو تسع سنتيمترات، وهي أصغر من قطر خطم السلاح الذي يساوي اثني عشر سنتيمترًا، ما يعني أن القذيفة كانت غير حابسة. اكتُشف مدفع هيلونغجيانغ اليدوي في هيلونغجيانغ شمال شرق الصين. تبلغ كتلته 3.5 كيلوغرام، وطوله 34 سنتيمتر، ويبلغ قطر تجويفه 2.5 سنتيمتر (1 بوصة) تقريبًا. استنادًا إلى الأدلة السياقية، يعتقد المؤرخون أنه استُخدم من قبل قوات يوان ضد تمرد الأمير المغولي نيان في عام 1287. يذكر كتاب تاريخ يوان أن قائد جورتشني معروف باسم لي تينغ قاد القوات المسلحة بمدفع يدوي في المعركة ضد نايان، وسجل انتصارين، واحد في عام 1287 والآخر في أوائل عام 1288. يبلغ قطر تجويف سلاح آخر، يعود تاريخه إلى عام 1332، 10.5 سنتيمتر (4 بوصات).
قاد لي تينغ بنفسه كتيبة من عشرة جنود شجعان يحملون سلاح هوو باو، وفي هجوم ليلي اخترق معسكر العدو. ثم أطلقوا سراح الباو، مما تسبب في أضرار جسيمة وارتباك بين جنود العدو قادهم لمهاجمة بعضهم البعض، بينما حلقت القذائف في كل الاتجاهات ... اختار لي تينغ جنودًا مزودين بأسلحة نارية (تشونغ زي)، وأخفى أولئك الذين حملوا هوو باو السلاح على ظهورهم؛ ثم عبر النهر ليلًا، واتجه إلى أعلاه، وأطلق (الأسلحة). أدى هذا إلى إرباك جميع خيول العدو ورجاله ... وحقق نصرًا عظيمًا.
- تاريخ يوان
وفقًا لملحمة تايهيكي، فأثناء الغزوات المغولية لليابان، استخدمت قوات العدو سلاحًا على شكل جرس يصدر ضوضاء تماثل صوت الرعد ويطلق آلاف الكرات الحديدية.
شهد تمرد العمامة الحمراء استخدام مدفع رماح أثناء الحصار والحرب البحرية. خلال حصار شاوشينغ بين عامي 1358 و1359، هاجم جيش مينغ المدينة واستخدم المدافعون «أنابيب نيران لمهاجمة حرس العدو المتقدم». فاز المدافعون في الحصار، الذين انفجرت أنابيب النار الخاصة بهم في نفس الوقت، ولم يتمكن جيش المهاجمين العظيم من الصمود أمامهم واضطر إلى الانسحاب. في عام 1363، فشل تشين يو ليانغ في الاستيلاء على نانتشانغ بسبب استخدام المدافعين للمدافع وأُجبِر على إقامة حصار في محاولة لتجويعهم. في حصار سوتشو عام 1366، أرسل جيش مينغ 2400 مدفع كبير وصغير بالإضافة إلى 480 منجنيق، لكن لم يتمكن أي الجيشين من اختراق أسوار المدينة على الرغم من «ضجيج الأسلحة النارية والأصوات المزعجة التي استمرت ليلًا ونهارًا». استُخدم المدفع أيضًا على الحدود كسلاح حماية من عام 1412 فصاعدًا.